# Pseudotremia lethe
Pseudotremia lethe är en mångfotingart som beskrevs av Shear 1972. Pseudotremia lethe ingår i släktet Pseudotremia och familjen Cleidogonidae. Inga underarter finns listade i Catalogue of Life.